# امیرآباد کت گرگ
امیرآباد کت گرگ، روستایی از توابع بخش مرکزی شهرستان عنبرآباد در استان کرمان ایران است.

## جمعیت
این روستا در دهستان محمدآباد قرار دارد و براساس سرشماری مرکز آمار ایران در سال ۱۳۹۸، جمعیت آن ۴۲۳ نفر (۷۲خانوار) بوده‌است.